# Дом вице-администратора
Дом вице-администратора (Гостинная официна, городской архив) — здание XVIII века в городе Гродно, размещённое по адресу пл. Тизенгауза 2. Позиционируется администрацией города как «здание выполняющее функции ратуши» .

## История

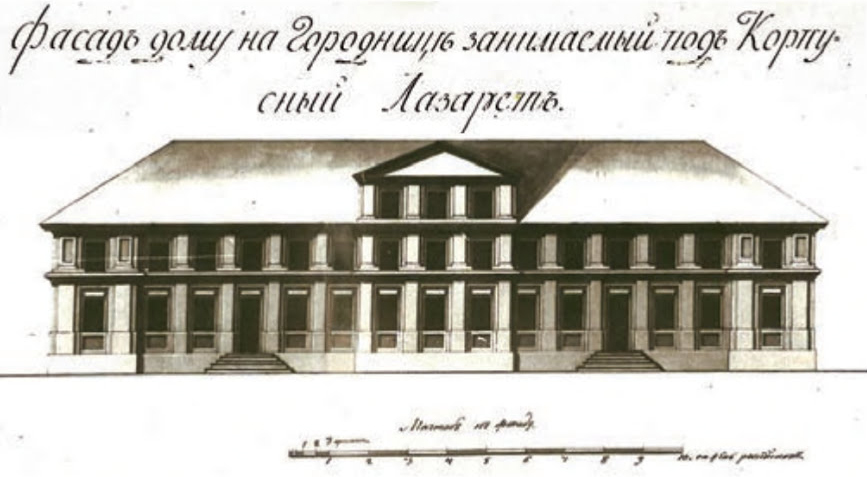
Дом вице-администратора в первой половине XIX века. Виден утраченный фронтон.

Дом возведён как часть градостроительного ансамбля XVIII века — Городницы.
Здание спроектировано по поручению Антония Тизенгауза, предположительно архитектором И. Мезером, в сотрудничестве с Д. Сакко. На плане 1780 года особняк отмечен как «oficyna gościnna» . Здание, согласно этим данным, предназначалось для размещения гостей. Подобные «гостевые дома» нередко входили в дворцовые ансамбли польско-литовской шляхты. 

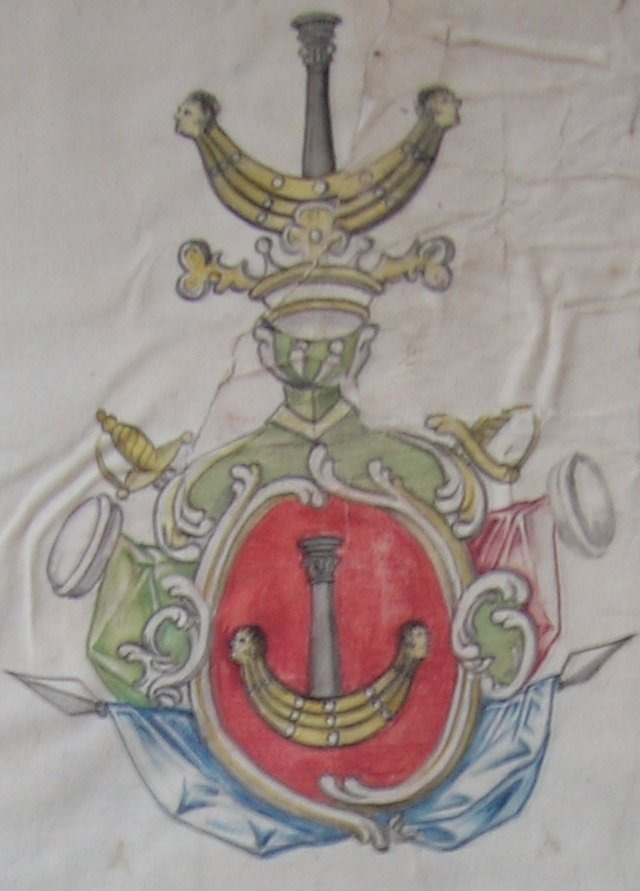
Родовой герб вице-администратора Матея Тадеуша Эйсмонта.

В конце XVIII века в доме жил представитель среднешляхетского гродненского рода Матей Тадеуш Эйсмонт, активный финансист, занимавший должность вице-администратора Гродненской экономии . Здание было подарено Эйсмонту фактическим хозяином всего комплекса Городницы, королём Станиславом Августом. После поражения восстания Костюшко, поддержанного Матеем, Эйсмонт продолжал участвовать в руководстве экономической жизнью региона. Вероятно, благодаря Матею здание бывшей «гостиницы» стало известно, как «дом вице-администратора», хотя на плане 1780 года в качестве резиденции вице-администратора обозначено строение, известное также как дворец Валицкого. Эти два здания, в связи со сходными названиями, нередко путаются в различных краеведческих публикациях.
В начале XIX века дом занимал лазарет. В 1837 году в здании находилась губернская почтовая контора.
В советское время в бывшем доме вице-администратора был размещён центральный исторический архив БССР .
В 1978 году белорусский архитектор  Владимир Король ратовал за снесение дома вице-администратора:

 … мы далеки от мысли, что все старое, только потому что оно старое, должно быть обязательно сохранено. Нет! При решении этих вопросов надо исходить от разумного и целесообразного: необходимо сохранять и оберегать только то, что представляет собой дополнительно историко-архитектурную и познавательную ценность …стоит ли, например, продолжать бесконечные дискуссии о том, надо или не надо сносить расположенное на площади Ленина в Гродно старое двухэтажное здание – Дом вице-администратора (2-я половина XVIII в.) – довольно заурядной архитектуры, — не надо быть большим специалистом. Ясно, что оно мешает новому градостроительному решению площади.  
— Вячеслав Чернатов. О чем поведали рисунки Короля.
В 2019 году были озвучены планы реконструкции здания. Дом вице-администратора был реконструирован с приданием ему «некоторых функций» городской ратуши.
В 2021 году перед домом вице-администратора установлена скульптура «Скамья архитекторов», представляющая гродненских зодчих XVIII века Сакко и Мёзера 
В 2023 году в здании впервые прошла церемония заключения брака .

## Архитектура
Здание является памятником переходного стиля барокко к классицизму . Декорирован пилястрами, нишами и филёнками. Объём накрыт высокой черепичной крышей с мансардой.

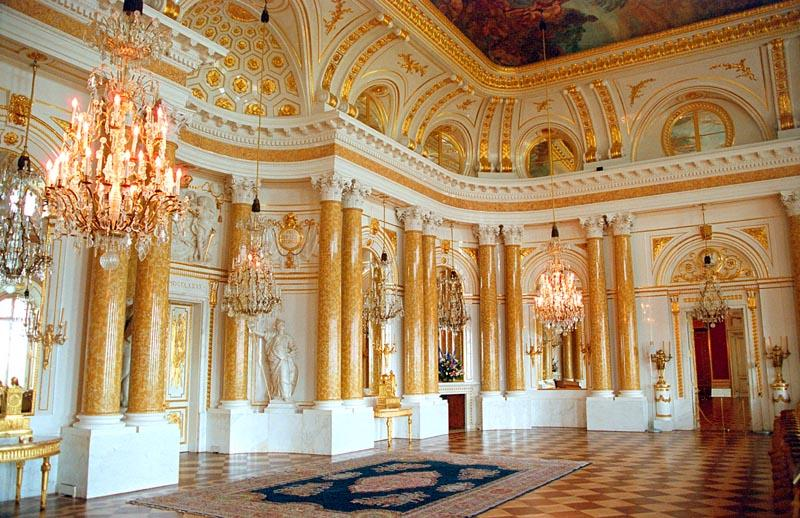
Бальный зал королевского замка Варшавы, послуживший образцом для оформления зала в гродненском доме вице-администратора.

После реконструкции, начатой в 2019 году, в особняке появились предназначенные для приёмов залы, декорированные в духе историзма, однако оформленные с применением более дешёвых, не соответствующих XVIII веку, материалов. Образцом для главного зала послужил интерьер Варшавского замка. Кроме того, разработчики исторической имитации вдохновлялись интерьерами дворца Остерли Хаус в Лондоне .